# Stożkówka włóknistotrzonowa

Stożkówka włóknistotrzonowa (Conocybe exannulata Kühner & Watling) – gatunek grzybów z rodziny gnojankowatych (Bolbitiaceae).

## Systematyka i nazewnictwo
Pozycja w klasyfikacji według Index Fungorum: Conocybe, Bolbitiaceae, Agaricales, Agaricomycetidae, Agaricomycetes, Agaricomycotina, Basidiomycota, Fungi.
Po raz pierwszy opisał go w 1935 roku Robert Kühner, nadając mu nazwę Conocybe blattaria f. exannulata. W 1980 roku Robert Kühner i Roy Watling podnieśli go do rangi gatunku. Pozostałe synonimy:
- Conocybe exannulata Kühner ex Kühner & Romagn. 1953
- Pholiotina exannulata (Kühner & Watling) M.M. Moser ex Courtec. 1985
- Pholiotina exannulata var. maculata Hauskn. 2007

Nazwę polską zarekomendiował Władysław Wojewoda w 2003 roku.

## Występowanie i siedlisko
Podano stanowiska stożkówki włóknistotrzonowej głównie w Europie, poza nią w jednym miejscu w Ameryce Północnej. W. Wojewoda w 2003 r. przytoczył jedno stanowisko, ale w późniejszych latach podano następne.
Naziemny grzyb saprotroficzny rosnący w lasach liściastych, zwłaszcza pod grabami.